# Szörényi László (püspök)
Szörényi László József (Trencsén, 1670. október 24. – Nyitra, 1752. november 13.) szerémi püspök, Szörényi Zsigmond traguri választott püspök öccse.

## Élete
Tanulmányait Pozsonyban és Nagyszombatban végezte, 1694-ben a bölcselet magistere lett. 1695. november 8-ától a Collegium Germanicum-Hungaricum tagja, 1697. március 23-án szentelték pappá. 1698. szeptember 10-én hazatért, 1699-től bajnai plébános az esztergomi főegyházmegyében, 1702 januárjától 1752-ig nyitrai kanonok, 1711-től rajki prépost és a Mattyasovszky László püspök által alapított nyitrai papnevelő első kormányzója volt; 1718. január 30-tól dulcinói választott püspök, 1733. augusztus 13-án pedig III. Károly nevezte ki szerémi megyés püspökké, amit XII. Kelemen pápa 1734. február 15-én megerősített. Április 4-én szentelték püspökké, jövedelme kiegészítése gyanánt elnyerte a pozsegai Szent Péter prépságot, a török veszély miatt pedig megtarthatta nyitrai kanonokságát. Bejárta egyházmegyéjét, számos plébániát és templomot alapított. Püspöksége elején, valamint 1748 után Nyitrán élt, 1735 és 1746 között székhelye a szerémségi Újlakon volt. 1746-ban házat vásárolt Péterváradon, amelyet püspöki székhellyé alakított. 1749. október 28-án az egyházmegye egy kispapjának alapítványi helyet biztosított a nagyszombati szemináriumban. 1748-ban Givovich Miklóst kérte maga mellé segédpüspöknek, jövedelmének a felét neki adta. Nyitrán kanonok házában élt mint remete, testén vezeklő lánccal. Minden szombaton éjjel elzarándokolt a Kövesd-hegyi Máriához egy szolga kíséretében. Életszentség hírében hunyt el.

## Művei
- Manuale Canonicorum continens praxim et observationes capitulares. Nagyszombat, 1714. (2. kiadás. Posonii, 1744).
- Archi-Decanus visitans. Posonii, 1727.
- Vindiciae Syrmienses seu descriptio Syrm. episcopatus. Nagyszombat, 1734. (2. kiadás. Budae, 1746.).
- Remonstratio illius quod regulares cuiuscunque ordinis etiam mendicantium, extra tempora a jure statuta ad SS. ordines promoveri non possint, nisi ad hoc specialiter privilegiati existant. Nagyszombat, 1739.
- Praerogativae, libertates et privilegia ecclesiis et clero regni Hungariae non modo jure patrio deprompta. Posony, 1745.